# Ahmed (elefant)
Ahmed (al voltant de 1919- Parc de Marsabit, 1974) va ser un elefant africà de sabana de Kenya. L'animal que vivia al Parc nacional de Marsabit, part d'una reserva situada al nord del país, es féu famós per la dimensió impressionant dels seus ullals a partir dels anys 60, cosa que va fer que el van anomenar The King of Marsabit ("rei del Marsabit").
Ahmed féu l'objecte de diversos documentals i la seva popularitat va créixer fins al punt que molts alumnes kenyans van demanar enviant cartes al govern que l'animal fos protegit. A conseqüència, va rebre un estatus particular i protecció especial contra la caça furtiva d'ençà el 1970 arran d'un decret de l'aleshores president del país, Jomo Kenyatta. És fins ara l'únic elefant que s'hagi declarat "monument vivent".

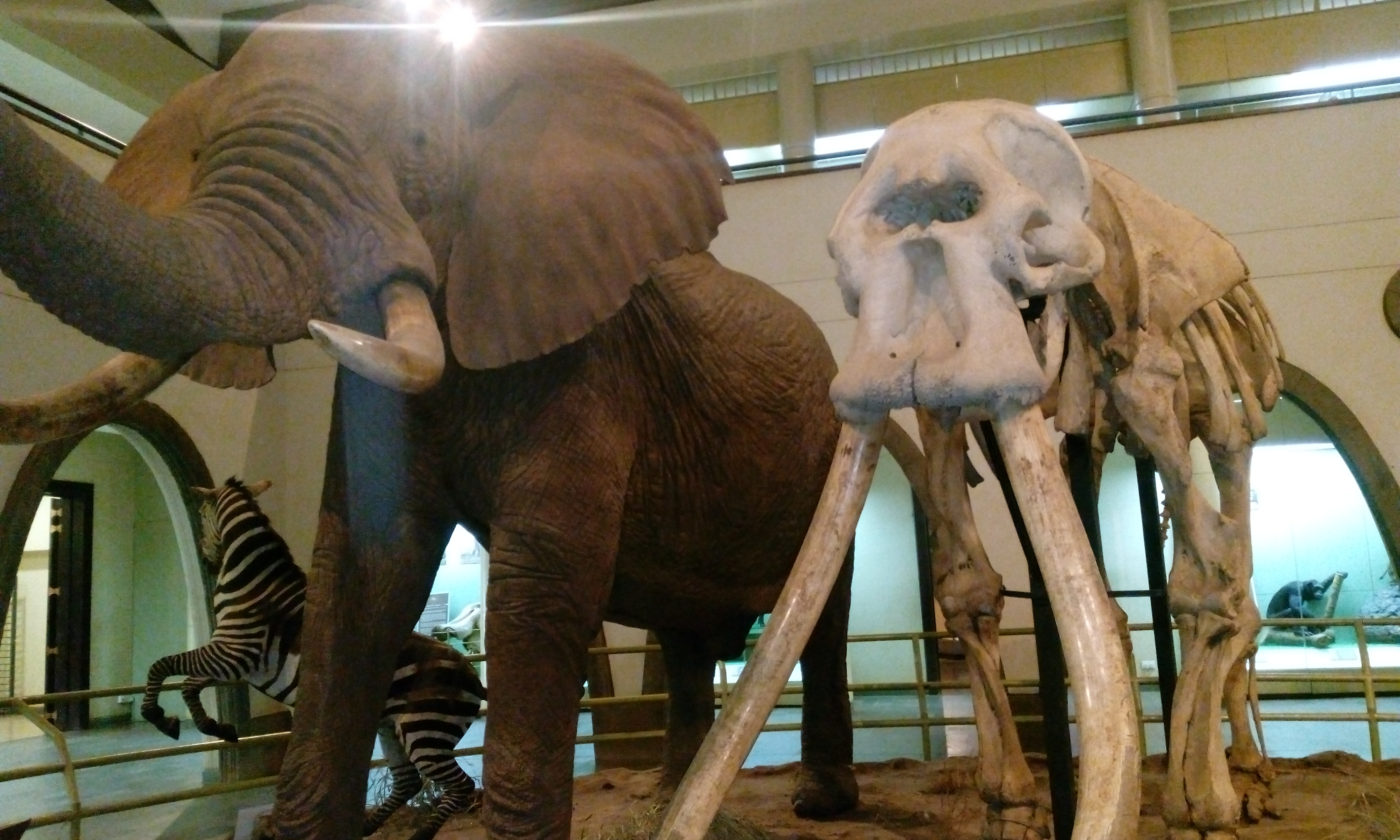
L'esquelet amb els ullals d'Ahmed al museu de Nairobi

Després de la seva mort que va ser natural, al gener de 1974, es van recuperar el seu esquelet i els seus ullals que es conserven al Museu nacional de Nairobi que exhibeix també una reproducció de l'animal a l'entrada de l'edifici. El pes dels seus ullals (més de 68 kg cadascun), que són els més pesants coneguts fins avui, feien que Ahmed havia de pujar les costeres caminant cap enrere.
El 6 de desembre del 2023 se li reté homenatge mundialment mitjançant un Google Doodle.